# Narodna pjesma
Narodna pjesma je vrsta tradicionalne pjesme uglavnom od nepoznatog autora i očuvana usmenom predajom. Sadržaj i melodije izražavaju osjećaje, raspoloženja, misli i želje ljudi. Pjesme se mogu razlikovati po glazbenim, jezičnim, društvenim i povijesnim značajkama. Zajednički jezik, kultura i tradicija čine ju prepoznatljivom. Spada među najstarije vrste poezije.